# Melitaea parthenie
Melitaea parthenie is een vlinder uit de familie Nymphalidae. De wetenschappelijke naam van de soort is voor het eerst geldig gepubliceerd in 1780 door Johann Andreas Benignus Bergsträsser.